# Jack MacGowran
Jack MacGowran, né le 13 octobre 1918 à Dublin et mort le 31 janvier 1973 à New York, est un acteur irlandais.

## Biographie
Membre de la troupe Dublin's Abbey Players, il était connu pour ses interprétations des œuvres de Samuel Beckett.
Il joua le rôle majeur du « professeur Abronsius », le chasseur de vampires, dans le film parodique Le Bal des vampires de Roman Polanski.
Durant son séjour à New York lors du tournage de L'Exorciste (The Exorcist), MacGowran mourut de complications à la suite d'une épidémie virale de grippe. Jack MacGowran est le père de l'actrice Tara MacGowran.

## Filmographie partielle
- 1951 : Sans foyer (No Resting Place) de Paul Rotha - Billy Kyle
- 1952 : L'Homme tranquille (The Quiet Man) de John Ford - Feeney
- 1952 : Un si noble tueur (The Gentle Gunman) de Basil Dearden - Patsy McGuire
- 1953 : Tortillard pour Titfield (The Titfield Thunderbolt) de Charles Crichton - Vernon Crump
- 1953 : Cinq heures de terreur (Time Bomb) de Ted Tetzlaff
- 1956 : Sailor Beware de Gordon Parry
- 1956 : Raiders of the River de John Haggerty
- 1956 : Jacqueline de Roy Ward Baker - Campbell
- 1957 : Quand se lève la lune (The Rising of the Moon) de John Ford - Mickey J.
- 1957 : Manuela de Guy Hamilton : Tommy
- 1958 : Rooney de George Pollock : Joe O'Connor
- 1958 : She Didn't Say No de Cyril Frankel
- 1959 : The Boy and the Bridge de Kevin McClory
- 1959 : Behemoth the Sea Monster de Eugene Lourie
- 1959 :  L'Enquête de l'inspecteur Morgan (Blind Date) de Joseph Losey - Le postier
- 1962 : Mix Me a Person de Leslie Norman
- 1962 : Two and Two Make Six de Freddie Francis
- 1962 : Le Fascinant Capitaine Clegg (Captain Clegg) de Peter Graham Scott - l'homme effrayé
- 1963 : Tom Jones de Tony Richardson
- 1963 : La Cérémonie de Laurence Harvey
- 1965 : Lord Jim de Richard Brooks : Robinson

- 1965 : Le Jeune Cassidy (Young Cassidy) de Jack Cardiff et John Ford : Archie
- 1965 : Le Docteur Jivago (Doctor Zhivago) de David Lean - Pépia le domestique
- 1966 : Cul-de-Sac de Roman Polanski - Albie
- 1967 : Le Bal des vampires (The Fearless Vampire Killers) de Roman Polanski - le professeur Abronsius
- 1967 : Chapeau melon et bottes de cuir : Le vengeur volant) - le professeur Poole
- 1967 : Comment j'ai gagné la guerre (How I Won the War) de Richard Lester - Juniper
- 1968 : Wonderwall de Joe Massot -  Prof. Oscar Collins
- 1969 : Age of Consent de Michael Powell - Nat Kelly
- 1970 : Commencez la révolution sans nous (Start the Revolution without me) de Bud Yorkin - Jacques
- 1970 : Un jour sur la plage (A Day at the Beach) de Simon Hesera
- 1971 : King Lear de Peter Brook - Fool
- 1973 : L'Exorciste (The Exorcist) de William Friedkin - Burke Dennings